# Wagon bétailler

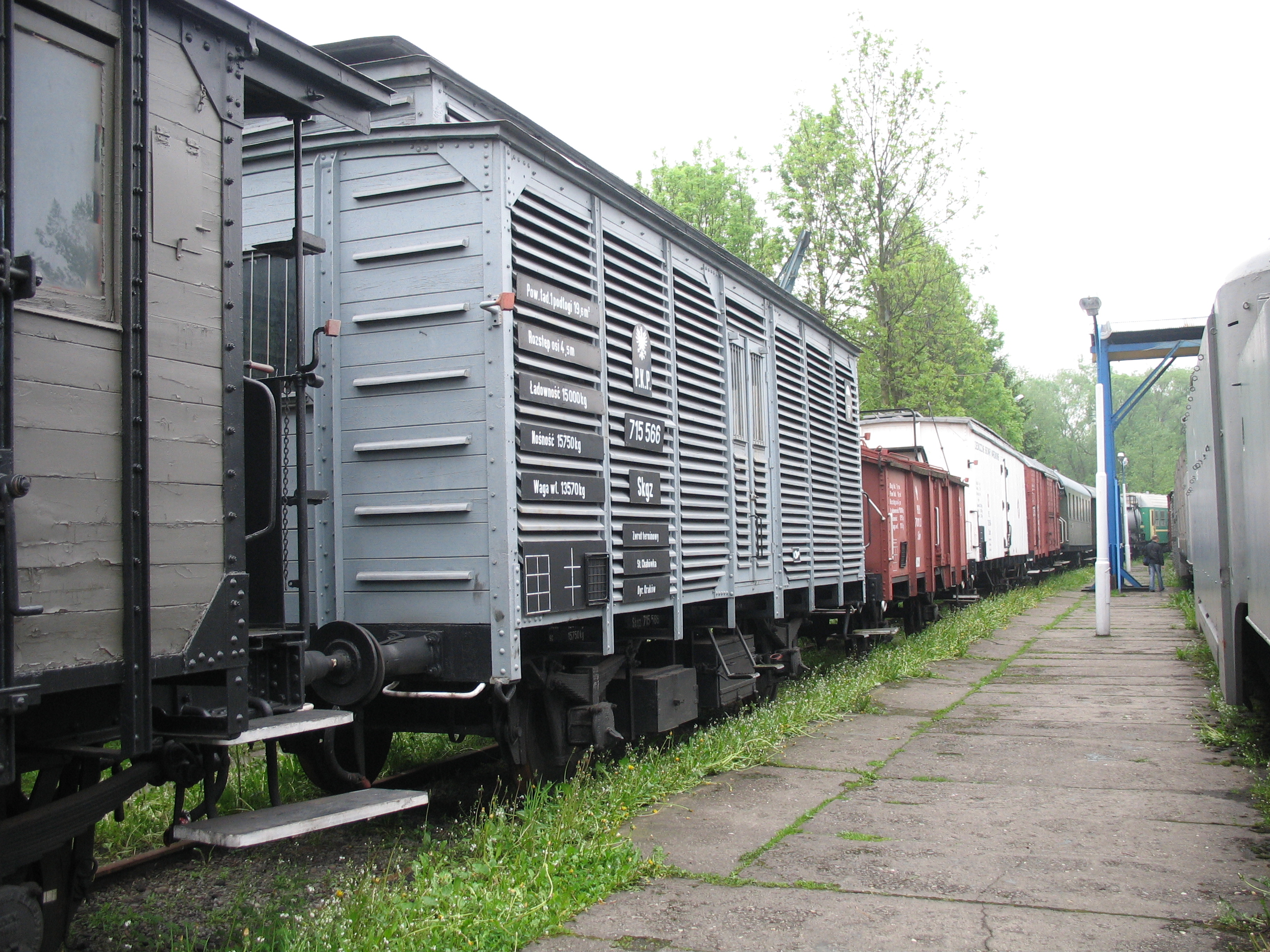
Wagon Skgz 715 566 de transport d'oies conservé au musée du chemin de fer de Chabówka en Pologne.

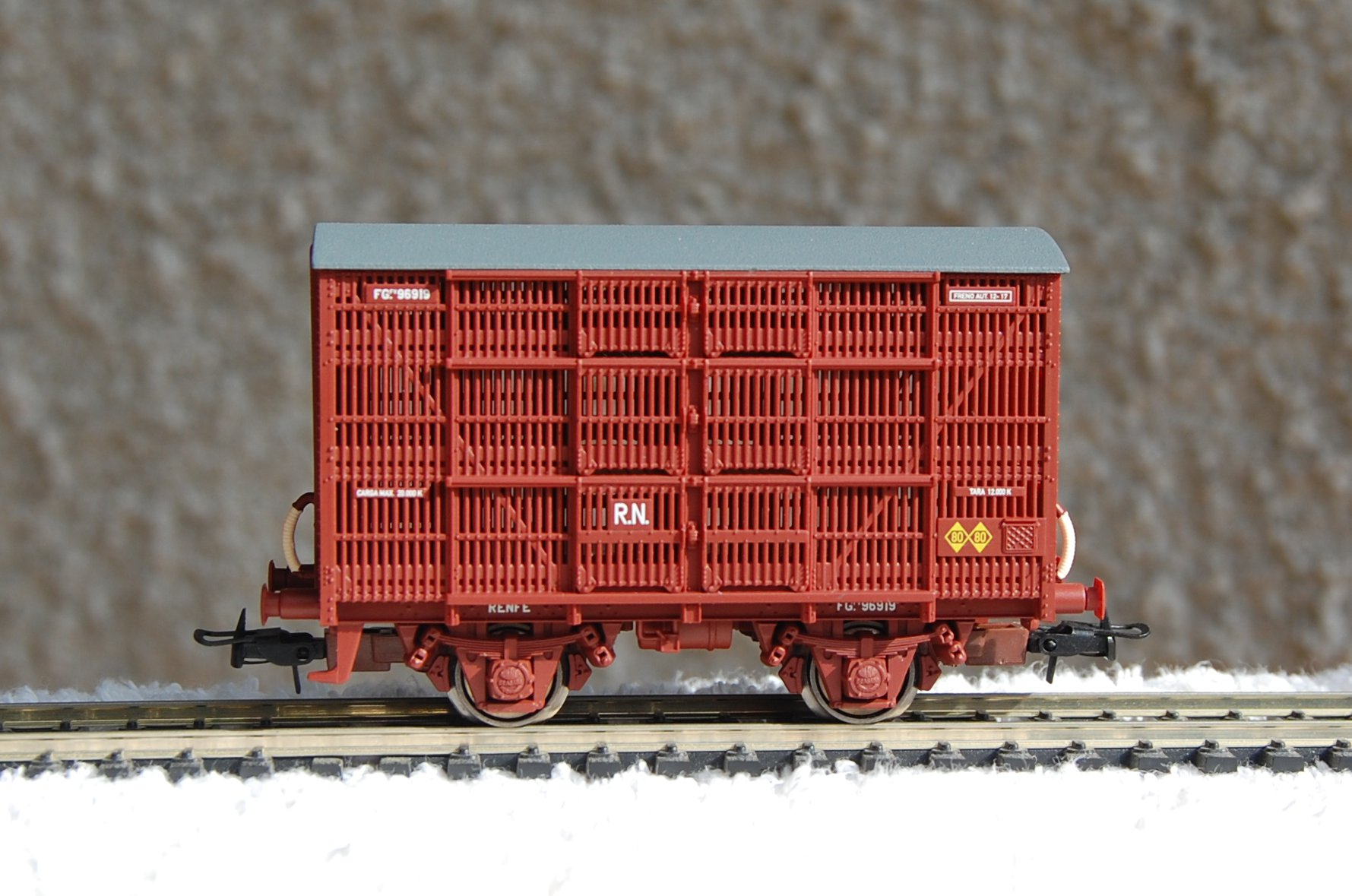
Modèle réduit de wagon-bétaillère au gabarit espagnol par Electrotren.

Un wagon bétailler est un type de wagon ferroviaire servant au transport d'animaux vivants. Leurs parois latérales comportent des ouvertures d'aération pour permettre la respiration des animaux. Ils ont un plancher (pour les bovins), deux planchers (ovins et porcins), ou trois (volailles).

## Histoire
Les abattoirs accroissent leur capital au cours de la guerre, faisant de Chicago le grand centre de ravitaillement en viande, grâce à l'abondance du maïs aux alentours. Au sud, l'Armée sudiste se nourrit aussi de bétail, mais les cow-boys texans sont mobilisés et la terrible sècheresse de 1862-1863 décime des troupeaux livrés à eux-mêmes. La reprise du Mississippi par le Nord en 1863 coupe le dernier débouché des éleveurs texans, qui bradent leurs bêtes au Mexique. La fin du Siège de Vicksburg, le 4 juillet 1863, et la capitulation de Port Hudson (Louisiane) le 9 juillet, a en effet donné à l'Union la maîtrise complète du Mississippi, jusqu'à la fin des hostilités, ce qui facilite le ravitaillement des troupes du Nord. Pour accroître encore la capacités de abattoirs de Chicago, un consortium de neuf compagnies de chemin de fer achète en 1864 1,3 km2 de terrains marécageux au sud de Chicago pour 100 000 dollars. Les "Union Stock Yards" (littéralement les « parcs à bestiaux de l'union ») y sont installés, connectés aux lignes ferroviaires principales de la ville par 24 km de voies. Bientôt, le site comprend 2 300 enclos pour le bétail, des hôtels, saloons, restaurants, et bureaux pour les marchands et courtiers. 
Au sud, près de 3,5 à 5 millions de Texas Longhorn vivent en 1865 dans l'espace entre le Rio Grande et le Rio Nueces, l'autre fleuve du Texas, sans trouver de débouchés. En août 1867, le chemin de fer arrive à Abilene (Kansas), à la demande de Joseph McCoy et le mois suivant d'immenses troupeaux arrivent par Wagon bétailler aux abattoirs de Chicago. La croissance, reposant sur l'abondance du maïs dans les environs, pour nourrir les bêtes en transit, est fulgurante: les "Union Stock Yards" traitent 2 millions de têtes de bétail par an dès 1870.